# Juan Salcedo (bispo)
Juan Salcedo (1520 - dezembro de 1562) foi um prelado católico romano que serviu como arcebispo de São Domingos (1562).

## Biografia
Juan Salcedo nasceu em Granada, Espanha. No dia 9 de janeiro de 1562, foi nomeado pelo Rei da Espanha e confirmado pelo Papa Pio IV como Bispo de São Domingos. No mesmo ano, foi consagrado bispo por Pedro Guerrero Logroño, arcebispo de Granada. Salcedo serviu como arcebispo de São Domingos até à sua morte em dezembro de 1562.